# Thomas Glavinic
Thomas Glavinic (Graz, 2 aprile 1972) è uno scrittore austriaco.

## Biografia
Copywriter e autista di taxi emerge nel 1998 con il romanzo di debutto Carl Haffners Liebe zum Unentschieden, tradotto in Italia La sfida di Carl Haffner dalla Beit casa editrice nel 2009. La storia prende spunto dalla vita del campione di scacchi Carl Schlechter. Nel romanzo si ritrovano molti aspetti autobiografici:  Thomas Glavinic gioca la sua prima partita di scacchi all'età di cinque anni e nel 1987 vince il secondo premio nel torneo di scacchi austriaco per la categoria bambini. Il libro ricevette diversi riconoscimenti ed è tradotto in diverse lingue.
Nel 2000 è la volta di Herr Susi. Scritto con una prosa aggressiva e accolto con poca fortuna, è un atto d'accusa nei confronti del business del sistema-calcio. Nel 2001 esce il romanzo criminale Der Kameramörder, L'assassino con la videocamera, celebrato con entusiasmo per il suo approccio critico verso i media e ora tradotto anche in italiano da Fabio Cremonesi per Zandonai. Nel 2004, Glavinic continua a convincere pubblico e critica: primo posto del premio ORF (della critica) e primo posto nelle classifiche dei libri più venduti con il romanzo di formazione satirico Wie man leben soll. Nell'agosto del 2006, il romanzo Die Arbeit der Nacht (Le invenzioni della notte, Longanesi 2006) raggiunse la vetta delle classifiche di critica. Il romanzo Das bin doch ich (Questo sono io), esce nell'estate del 2007 e viene nominato per il German Book Prize. Riuscì a collocarsi tra i sei finalisti di un selezionato numero di venti autori iniziali.
Thomas Glavinic è sposato e vive con moglie e figlio a Vienna.

## Opere
- Carl Haffners Liebe zum Unentschieden. Novel. Volk und Welt, Berlin 1998. ISBN 3-353-01111-0
- Herr Susi. Novel. Volk und Welt, Berlin 2000. ISBN 3-353-01152-8
- Der Kameramörder. Novel. Volk und Welt, Berlin 2001. ISBN 3-353-01191-9
- Wie man leben soll. Novel. dtv, Munich 2004. ISBN 3-423-24392-9
- Die Arbeit der Nacht. Novel. Hanser, Munich 2006. ISBN 3-446-20762-7
- Das bin doch ich. Novel. Hanser, Munich 2007. ISBN 978-3-446-20912-1

I romanzi di Glavinic sono stati tradotti in inglese, francese, olandese e italiano.

### Edizioni inglesi
- Carl Haffner's Love of the Draw. Harvill, 1999. ISBN 1-860-46676-1

### Edizioni francesi
- Partie remise. Pauvert, Paris 2001. ISBN 2-720-21399-3

### Edizioni olandesi
- Carl Haffners liefde voor remise. Atlas, Amsterdam 2000. ISBN 9-045-00294-9
- Nachtwerk. Contact, Amsterdam 2007. ISBN 9789025404437

### Edizioni italiane
- Le invenzioni della notte. Longanesi, Milano 2007. ISBN 978-88-30424-72-2
- La sfida di Carl Haffner. Beit casa editrice, Trieste 2009. ISBN 978-88-95324-05-0
- L'assassino con la videocamera, Zandonai, Rovereto 2011. ISBN 978-88-95538-60-0

## Premi
- 1995 Vienna Author's Scholarship
- 2001 Project Scholarship of the Austrian Federal Chancellery
- 2002 Elias-Canetti-Scholarship of the city of Vienna
- 2002 Austrian Federal Scholarship for Literature
- 2002 Friedrich-Glauser-Preis for Der Kameramörder
- 2006 Great Austrian Federal Prize for Literature
- 2007 Finalist for the German Book Prize, with Das bin doch ich